# Abathescalpellum koreanum
Abathescalpellum koreanum is een rankpootkreeftensoort uit de familie van de Scalpellidae. De wetenschappelijke naam van de soort is voor het eerst geldig gepubliceerd in 1933 door Hiro.